# 梁寒光
梁寒光（1917年—1989年），原名梁荣林，曾用名梁玉衡，男，广东开平人，中国作曲家，曾任中国音乐家协会理事。